# Hawaiiente
Die Hawaiiente (Anas wyvilliana) oder Hawaiistockente ist eine Vogelart aus der Familie der Entenvögel (Anatidae). Sie ist endemisch auf Hawaii verbreitet und wird dort Koloa Maoli genannt. Die Art ist stark gefährdet, der Bestand wird auf 2200 bis 2500 Individuen geschätzt. Genetische Untersuchungen ergaben, dass es sich bei den Vögeln um Hybriden zwischen Laysanente (Anas laysanensis) und Stockente (Anas platyrhynchos) handeln soll. Die Hybridisierung fand wahrscheinlich vor etwa 11.000 Jahren statt.

## Merkmale
Die recht kleine Entenart ist überwiegend dunkelbraun gefiedert und erreicht eine Länge von 44 bis 51 Zentimetern. Der Schnabel der Männchen ist olivgrün mit dunklen Zeichnungen auf dem Oberschnabel. Die Flügel sind größtenteils blasser als der übrige Körper, die Flügelspiegel sind smaragdgrün bis violettblau. Eine dunklere Morphe der Männchen sowie alle Weibchen zeigen ein gesprenkelt braunes Gefieder, mit leicht rötlicher Färbung an der Brust, sowie einen dunklen Schnabel mit dunkelgelben bis orangefarbenen Zeichnungen. Eine hellere Morphe der Männchen weist eine grüne Zeichnung an Kopf und Nacken und rötliche Zeichnung an der Brust auf.

## Verbreitung und Lebensraum
Ursprünglich auf allen hawaiischen Inseln mit Ausnahme von Lānaʻi und Kahoʻolawe beheimatet, gibt es heute nur noch auf Kauaʻi ein autochthones Vorkommen. Es umfasst 80 Prozent des Gesamtbestandes. Die Populationen auf den anderen Inseln entstanden durch Wiederansiedlungen aus Aufzuchten und sind meist sehr klein. Zwischen 1975 und 1982 wurden 200 Individuen auf der Hauptinsel Hawaiʻi angesiedelt. Kleine Populationen befinden sich auch auf Oʻahu, wo zwischen 1958 und 1982 326 Vögel wiederangesiedelt wurden, und Maui, wo 1989 zwölf Exemplare freigelassen wurden.
Die Hawaiiente lebt in den Feuchtgebieten der hawaiischen Inseln von Meereshöhe bis in 3000 m.

## Lebensweise
Die Hawaiiente sucht ihre Nahrung in flachen, sumpfigen Gewässern, die nicht tiefer als 13 cm sind. Als Lebensraum dienten ihr auch die Taro-Felder, deren Anzahl jedoch wegen der verringerten Produktion der auch Wasserbrotwurzel genannten Nahrungspflanze stark zurückgegangen ist. Die Enten sind Allesfresser und ernähren sich von Schnecken, Libellenlarven, Würmern, Grassamen, Algen und Blättern von Wasserpflanzen.
Die Hawaiiente baut ihre Nester auf dem Boden in der Nähe der Gewässer. Das Weibchen legt acht bis zehn Eier. Gebrütet wird das ganze Jahr über, erhöhte Brutaktivität zeigt die Ente jedoch von Januar bis Mai. Die genaue Dauer der Brutzeit bis zum Schlüpfen der Küken in der Natur ist nicht ausreichend untersucht, beträgt jedoch weniger als 30 Tage.
Die Gelege und die Küken sind durch eingeschleppte und eingeführte Raub- und Nagetiere wie Hunde, Katzen, Mungos und Ratten gefährdet.

## Gefährdung
In den vergangenen 110 Jahren wurde rund ein Drittel der Feuchtgebiete im Bereich der Küsten trockengelegt. Der Hochwasserschutz veränderte die Hydrologie in den Brutgebieten der Hawaiiente. Eingeschleppte Pflanzen wie Batis, Wasserhyazinthen und Rote Mangroven verringerten die offenen Wasser- und Uferflächen zusätzlich. Die Hawaiiente wurde auch in großem Umfang bejagt, sodass im Jahr 1949 nur noch 520 Individuen gezählt werden konnten.
Nachdem Schutzgebiete geschaffen wurden, geht die größte Gefährdung für die Erhaltung der Art derzeit von der Hybridisierung mit den hauptsächlich vom nordamerikanischen Kontinent eingeführten Stockenten aus. Seit dem späten 19. Jahrhundert und vor allem in den 1950er und 1960er Jahren wurden hunderte Stockenten, darunter verschiedene gezüchtete Rassen, eingeführt, um sie für die Jagd auszusetzen oder als Haustiere zu halten. Viele dieser Enten verwilderten und vermischten sich mit den einheimischen Hawaiienten. Wie bei den meisten Enten sind die Hybriden fortpflanzungsfähig und es kommt zu verschiedenen Kreuzungen und Rückkreuzungen. Auf der Insel Oʻahu sind die meisten Enten inzwischen Hybriden. Ende der 80er Jahre wurden Einfuhrbeschränkungen für Stockenten erlassen. Erst 2002 kam es zu einem völligen Importverbot von Vögeln nach Hawaii. Grund dafür war nicht in erster Linie der Artenschutz, sondern die Gefahr der Einschleppung der West-Nil-Viren, die von Vögeln auf den Menschen übertragen werden können.